# Stadionul Municipal Dej
Stadionul Municipal Dej este un stadion multifuncțional din Dej, județul Cluj, România. În prezent, este folosit în principal pentru meciuri de fotbal și este terenul propriu al clubului Unirea Dej. Stadionul are o capacitate de 3.000 de locuri pe scaune.